# Zeltmacher
Zeltmacher ist eine Berufsbezeichnung für eine Tätigkeit, die seit der Antike bekannt ist und bis in die Neuzeit in vielen Ländern ein anerkannter Ausbildungsberuf war, so zum Beispiel in Deutschland 1939 durch die Reichswirtschaftskammer (1981 in der Bundesrepublik Deutschland durch die Ausbildung zum Kunststoff- und Schwergewebekonfektionär und 1997 durch die Ausbildung zum Technischen Konfektionär ersetzt). Auch in anderen Ländern gehört die Tätigkeit heute nicht mehr zu den Lehrberufen.
Bereits im Neuen Testament wird erwähnt, dass der Apostel Paulus sowie  die Missionare Priszilla und Aquila den Beruf des Zeltmachers ausübten. Paulus legte besonderen Wert darauf, seinen Lebensunterhalt selbst zu verdienen und nicht auf Spenden der Gemeinde angewiesen zu sein.
Abgeleitet vom historischen Vorbild werden heute als Zeltmacher auch missionarisch tätige Christen bezeichnet, die im Kontext von säkularer Beschäftigung oder Studium in einer anderen Kultur leben und für ihre missionarische Tätigkeit nicht auf Spenden angewiesen sind.